# Bart Schneemann
Bart Schneemann (Melbourne, 1954) is een Nederlands hoboïst, dirigent, docent en artistiek leider van het Nederlands Blazers Ensemble. Hij is Ridder in de Orde van de Nederlandse Leeuw.

## Jeugd en opleiding
De ouders van Schneemann emigreerden naar Australië waar hij werd geboren in 1954. Toen hij acht jaar oud was, verhuisden zijn ouders terug naar Nederland. Een buurman stimuleerde hem om hobo te gaan spelen.

## Werkzaamheden
In 1977 studeerde hij af aan het Conservatorium van Amsterdam. Tussen 1976 en 1996 was hij eerste hoboïst bij het Radio Filharmonisch Orkest en het Rotterdams Philharmonisch Orkest. Hij trok zich terug uit het orkestbestel om zich volledig te kunnen wijden aan zijn solocarrière en zijn werkzaamheden bij het Nederlands Blazers Ensemble. Schneemann speelt in diverse formaties een breed repertoire, variërend van oude muziek (op moderne hobo en klassieke/barokhobo) tot hedendaagse muziek. Veel componisten hebben speciaal voor hem geschreven, waaronder Tristan Keuris, Wolfgang Rihm, John Zorn, Gia Kantsjeli, Kevin Volans, Georg Crumb, György Kurtág en Jacob ter Veldhuis. Hij soleerde met diverse orkesten onder leiding van onder andere Valeri Gergiev, Edo de Waart, Ernest Bour, Lev Markiz, Frans Brüggen, Roy Goodman en Ton Koopman. Zelf dirigeerde Schneemann onder meer het Nationaal Jeugd Orkest, Nieuw Sinfonietta, het Brabants Orkest en het Noord Nederlands Orkest. Als solist, dirigent en samen met het Nederlands Blazers Ensemble is hij een graag geziene gast op tal van podia en festivals wereldwijd.
Schneemann doceert aan het Koninklijk Conservatorium in Den Haag.

## Nederlands Blazers Ensemble

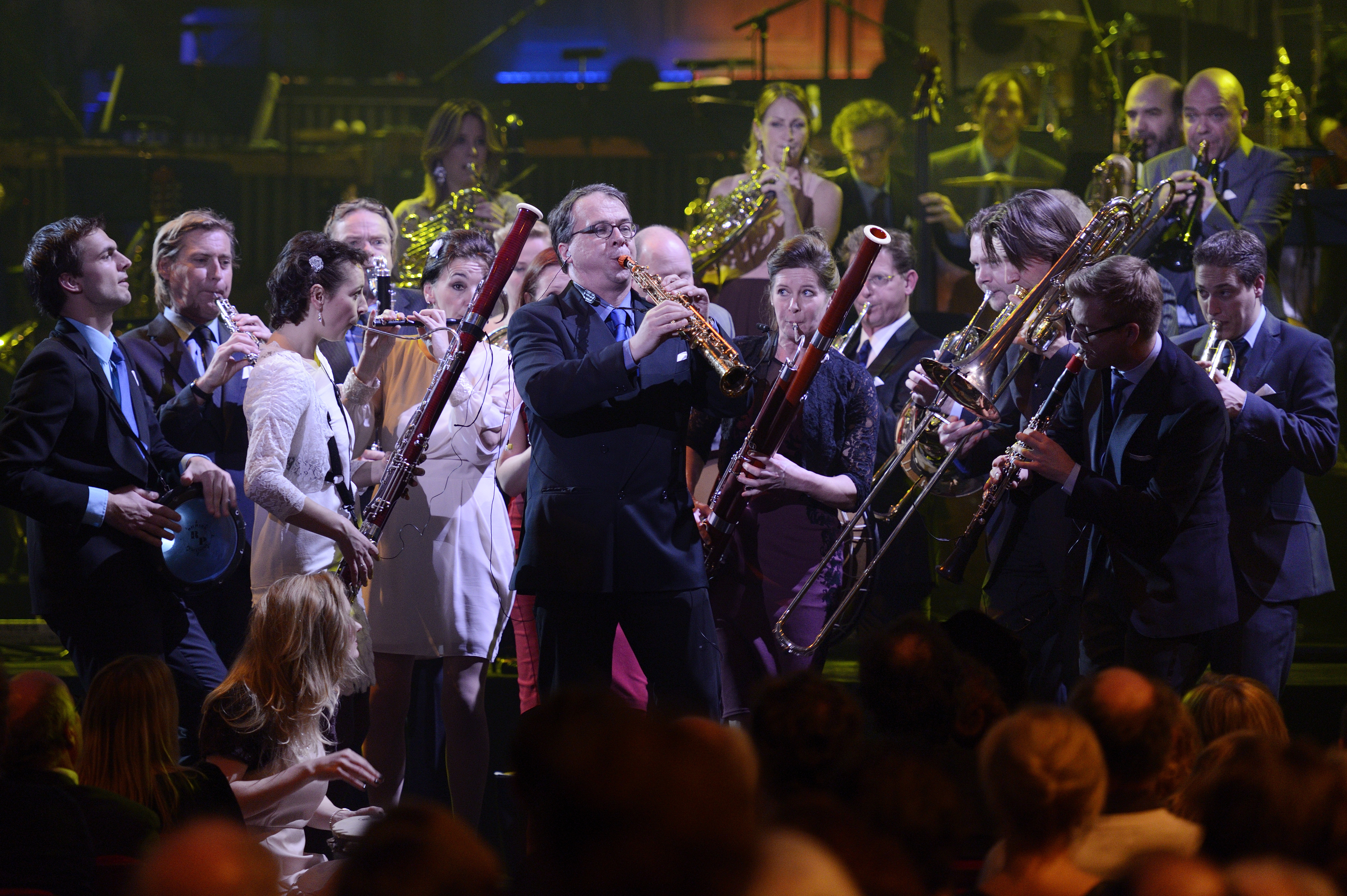
Nieuwjaarsconcert 2013 in het Concertgebouw Amsterdam

In 1988 kreeg Schneemann het verzoek om een nieuwe impuls te geven aan het in 1961 opgerichte NBE. Met zijn komst transformeerde hij het ensemble tot een groep jonge musici met een open oor voor talloze muzieksoorten. Samen met zakelijk leider Johan Dorrestein zette hij het NBE als een flexibel gezelschap op de Nederlandse muziekkaart, met de live op televisie uitgezonden Nieuwjaarsconcerten vanuit het Amsterdamse Concertgebouw als referentiepunt. Als concertprogrammeur bij het NBE heeft Schneemann een eigen signatuur ontwikkeld. Naast de speelkwaliteit van het ensemble streeft hij in ieder programma naar een dramatische lijn die muzieksoorten (en dus mensen) van verschillende pluimage met elkaar verbindt. Met diverse educatieve programma’s begeleidt het NBE jonge blazers en componisten op weg naar het concertpodium of het conservatorium.

## Relatie Koningshuis
Met het Nederlandse Koningshuis heeft het NBE een bijzondere band. Tot driemaal toe ging het NBE mee op staatsbezoek van Koningin Beatrix (naar Thailand, India en Turkije). Op 30 april 2013 zal het NBE spelen bij de inhuldiging van Koning Willem-Alexander. Voor 'Beatrix met Hart en Ziel' (het dankfeest voor Koningin Beatrix in het Rotterdamse Ahoy, op 31 januari 2014), was Schneemann de samensteller van het muzikale programma.

## Cd-opnames
In 1998 kreeg hij een exclusief cd-contract bij Channel Classics. Schneemann nam cd's op met triosonates van Georg Philipp Telemann, het hobokwartet e.a. van Wolfgang Amadeus Mozart (op barokhobo) en de hoboconcerten van Ludwig August Lebrun (op klassieke hobo, met het Radio Kamerorkest). Met Paolo Giacometti, piano, nam hij de sonates van Jacques Christian Michel Widerkehr op en van transcripties van liederen van Camille Saint-Saëns. Childhood Revisited van Gia Kantsjeli (speciaal geschreven voor Schneemann) werd opgenomen op het label ECM Records. Hij maakte een cd met de naam It takes two, waarop hij steeds met een andere musicus te horen is.

## Prijzen en onderscheidingen
- In 1991 won Schneemann de 3M-Muziekprijs.
- Op 1 januari 2022 werd Bart Schneemann benoemd tot Ridder in de Orde van de Nederlandse Leeuw. Hij ontving deze orde vanwege zijn jarenlange grote verdiensten voor het culturele leven in Nederland en daarbuiten.[2]
- In 2024 kreeg hij de Blijvend Applaus Prijs.[3]

- Bibliothèque nationale de France: cb14225219n (data)
- International Standard Name Identifier: 0000 0001 0718 7451
- Library of Congress Control Number: n00114675
- MusicBrainz: 65f508ba-2270-4e08-8dd7-9ade1c883ff5
- Nationale Bibliotheek van Tsjechië: osa2010541991
- Système universitaire de documentation: 08428935X
- Virtual International Authority File: 66677444
- WorldCat: E39PBJwtpK8QTcRTh9vtkWWMT3